# Гендлин, Семён Львович
Семён (Шимон) Львович Гендлин (род. 1939) — советский мошенник, изобретатель, в 1960-е годы стал известен тем, что обманным путём устроился работать в престижный научно-исследовательский институт.

## Биография
Семён Гендлин родился в 1939 году в Харькове. В 1941 году вместе с семьёй он был эвакуирован в Ташкент. С 1944 года Гендлины вновь стали проживать в Харькове. Семён рано научился читать и считать, но в школе был отстающим учеником. По воспоминаниям людей, лично знавших его, Гендлин считал себя самым умным, был надменным и гордым, и не мог смириться с тем, что он такой же, как и все. Вскоре он бежал из дома, украв у родителей деньги, и поехал в Узбекскую ССР. В Ташкенте он назвался чужим именем, заявив, что его отец погиб на фронте, а мать умерла. Гендлина отправили в детский дом, где он стал лучшим учеником в классе. Через некоторое время он отправил письмо родителям, где сообщил о своём местонахождении. Вернувшись в Харьков, Семён Гендлин окончил школу рабочей молодёжи, одновременно с учёбой работал слесарем на местном электромеханическом заводе, где стал увлекаться радиоделом. Срочную службу в рядах Советской Армии Гендлин проходил в должности кинорадиомеханика.

## Мошенническая деятельность в СССР
После службы в армии Гендлин пришёл в Харьковский институт медицинской радиологии, заявил в тамошнем отделе кадров, что заканчивает учёбу на радиофизическом факультете МГУ, и попросил об устройстве на работу. В отделе кадров ему поверили на слово, и приняли на работу инженером-радистом временно, до предоставления справки об образовании. Гендлин подделал диплом о высшем техническом образовании. Впоследствии, на следствии и суде, он заявлял, что сделал это не ради денег, а во имя продвижения своих разработок в серьёзную науку в кратчайшие сроки. Гендлин предоставил копию диплома, заверенную нотариально, и заявил руководству института, что поступил в аспирантуру, сдал экзамены на кандидатский минимум и приступил к написанию диссертации. Через некоторое время он вновь подделал документы на звание кандидата технических наук, после чего ему вдвое была повышена заработная плата. Воодушевлённый успехом, Гендлин заявил, что он приступил к написанию докторской диссертации. Когда кто-либо интересовался её темой, Гендлин отвечал, что она засекречена. То же самое мошенник сказал и своим родителям, которые, зная, что их сын на самом деле не имеет высшего образования, были весьма удивлены.
Гендлин развил бурную изобретательскую деятельность. Он пытался посылать заявки на изобретения в Государственный комитет по регистрации изобретений СССР, но комиссия отклоняла их. Гендлин заявлял знакомым, что в комитете состоят одни ретрограды, ничего не смыслящие в кибернетике. Через некоторое время, после очередной заявки на изобретение запоминающего устройства, в Харьков прилетела делегация экспертов, но Гендлин предъявил им сваренный наглухо чёрный ящик с одним, ни к чему не подключённым, разъёмом. Он просил выдать ему патент на изобретение авансом, а через некоторое время он бы предоставил разработку в действии. Гендлину удалось заручиться поддержкой у видных учёных Акселя Берга и Николая Амосова. Как впоследствии выяснилось, рекомендации они подписали ему в ресторане во время распития спиртных напитков. Они подписали их, не вникая в содержание, но их имена составили хорошую протекцию самому Гендлину. Его пригласили на работу в Ленинградский институт приборостроения на должность начальника лаборатории с тем, чтобы он создал давно обещанное запоминающее устройство на ферритовых стержнях. Чем конкретно Гендлин занимался, никто в институте точно не знал. Никто из вышестоящих руководителей не следил за его работой. Гендлин не писал никаких отчётов, не предоставлял схем и чертежей. Через несколько месяцев руководство поинтересовалось результатами деятельности учёного, но макет, собранный Гендлиным, не работал. Гендлин демонстрировал свое «изобретение» члену-корреспонденту АН СССР, включив осциллограф напрямую в генератор, минуя макет. Появившийся на экране прибора световой всплеск он попытался выдать за импульс, подаваемый макетом устройства. Таким образом Гендлин сумел ввести в заблуждение руководство и продолжил работу в институте. Через некоторое время Гендлин уволился из института и поступил на работу в институт электроизмерительных приборов.
Гендлин решил попытаться поработать сразу в двух институтах (вторым он наметил Институт городской и сельской телефонной связи). Ему удалось ввести в заблуждение руководство обоих институтов. Помимо зарплаты, Гендлин получал щедрые командировочные, разъезжал по научным симпозиумам и конференциям, причём на конференцию в Тбилиси он отправлялся от двух институтов сразу. Выступления Гендлина на конференциях пользовались большим успехом, несмотря на то, что он практически не владел темой. По собственным признаниям мошенника, он прочитал всего две книги в области физики — «Популярную физическую энциклопедию» и «Физику твёрдых тел».
Спустя несколько месяцев Гендлин попытался устроиться в третий институт, однако был изобличён. 16 марта 1965 года газета «Известия» № 62 опубликовала фельетон «Можно ли подделать голову?». Гендлин к тому времени понял, что вскоре он будет арестован за мошенничество, бежал из Ленинграда и отправился на Украину, хотя газету прочесть не успел. Вблизи государственной границы, в городе Мукачево, он предложил свои услуги по ремонту медицинских приборов руководителю местного военного госпиталя. Читавший статью военный мгновенно понял, что перед ним тот самый Гендлин, и вызвал милицию. Мошенник был арестован и этапирован в Ленинград.
Вскоре Петроградский районный суд Ленинграда приговорил Гендлина к 10 годам лишения свободы в колонии строгого режима за мошенничество и хищение 6500 рублей в качестве незаконно получаемой заработной платы. Специальная научная комиссия подтвердила, что темой своих исследований мошенник не владеет.
В 1983 году Петроградский районный суд города Ленинграда вновь осудил Гендлина к 10 годам лишения свободы за мошенничество, подлог и растрату.

## Эмиграция
В 1990 году освободившийся условно-досрочно Гендлин эмигрировал в Израиль, затем в Соединённые Штаты Америки. Там он стал известен под именем Shimon Gendlin. Будучи в США, в 1992—1998 годах получил двенадцать патентов на изобретения, главным образом в области ферромагнетических материалов и записывающих устройств на их основе, зарегистрированные им от компании Kappa Numerics, Inc. В 1994 году основал компанию Compu-technics, занимающуюся выпуском таких устройств. В 2006 году был CEO ещё одной аналогичной компании Atom Chip Corporation.
Начиная с 2005 года, в Интернете регулярно появляются сведения о том, что он продолжает работу над созданием нового запоминающего устройства. Он утверждает, что открыл эффект, который позволит создавать суперскоростные компьютеры. По некоторым данным, он уже практически создал квантовый компьютер. По его собственным сообщениям, он имеет ряд наград от международных научных обществ (в частности, золотую медаль Всемирной организации интеллектуальной собственности, WIPO, болгарского «Золотого Оскара», награду Международного салона индустриальной собственности, московскую медаль Архимеда и признание японской «Всемирной конвенции гениев»).